# Little Addington
Little Addington est une paroisse civile et un village du Northamptonshire, en Angleterre.